# 丹波高地
丹波高地（たんばこうち）は、兵庫県東部・京都府・大阪府北部・滋賀県西部・福井県南西部に広がる隆起準平原。一般に、由良川と加古川の以東の標高600 mから800 m程度までの類似した標高を有する山岳が林立する地域を指している。丹波山地、或いは丹波高原といわれることもある。高地の内、京都府の綾部市、京丹波町、南丹市、京都市左京区・右京区の範囲が2016年（平成28年）に京都丹波高原国定公園に指定された。

## 概要
丹波高地は、西に加古川を境にして中国山地、北西に由良川を境にして丹後山地、南西を六甲山地、南を大阪平野、南東を京都盆地、そして東は花折断層を境として比良山地、北東は同じく熊川断層を境にして野坂山地に接している。多くの独立峰が林立するのが特徴である。
また、京都府と福井県の県境の部分は若丹山地、大阪府・兵庫県・京都府の３府県の境にまたがる部分は北摂山系とも呼ばれる。国土地理院では野坂岳など野坂山地および大江山など丹後山地の山々も丹波高地と分類している。
気候を分ける高地でもあり、北側は日本海側気候、南側は瀬戸内海式気候になっている。

## 形成過程
主にジュラ紀に形成された付加体からなる。丹波高地の形成過程は、古生代から中生代にかけて形成された褶曲山地が準平原化した後、再び隆起して高地を形成したものと考えられる。主要な山岳は侵食の後に残された残丘であり、高地内には無数の断層が走り、その間に多くの河川と盆地が存在する。

## 産業
群馬県南牧村砥沢などとともに代表的な砥石の産地である。
京都府南桑田郡宮前村宮川および神前で産出する中砥の宮川砥は、丹波山地ジュラ系の青黒色粘板岩で青砥の標式地とされている。また、京都府右京区梅ヶ畑町などで産出する合砥の鳴滝砥は、丹波山地のジュラ系に含まれる砥石型珪質頁岩で合砥の標式地とされている。このほか京都府南桑田郡宮前村猪倉で産出する中砥の目透砥（丹波山地ジュラ系の青黒色粘板岩）がある。

## 主な山

### 京都府の山
皆子山（972m）、峰床山（970m）、三国岳（959m）、愛宕山（924m）、長老ヶ岳（917m）、桟敷ヶ岳（896m）、頭巾山（871m）、千丈ヶ嶽（大江山）(833m)、三岳山(839m)、八ヶ峰（800m）、大悲山（741m）、太鼓山（683m）、ポンポン山（679m）、半国高山（670m）、弥仙山（664m）、磯砂山（661m）、鞍馬山（584m）

### 兵庫県の山
東床尾山（839m）、御嶽（793m）、能勢妙見山（660m）、大船山（653m）、播磨妙見山（622m）、来日岳（567m）、羽束山（524m）、播磨白山（511m）

### 福井県の山
野坂山（913m）、赤坂山（824m）、三十三間山（842m）、百里ヶ岳（931m）、岩篭山（765m）、大御影山（950m）、青葉山（693m）、西方ヶ岳（764m）

### 主な山の山容

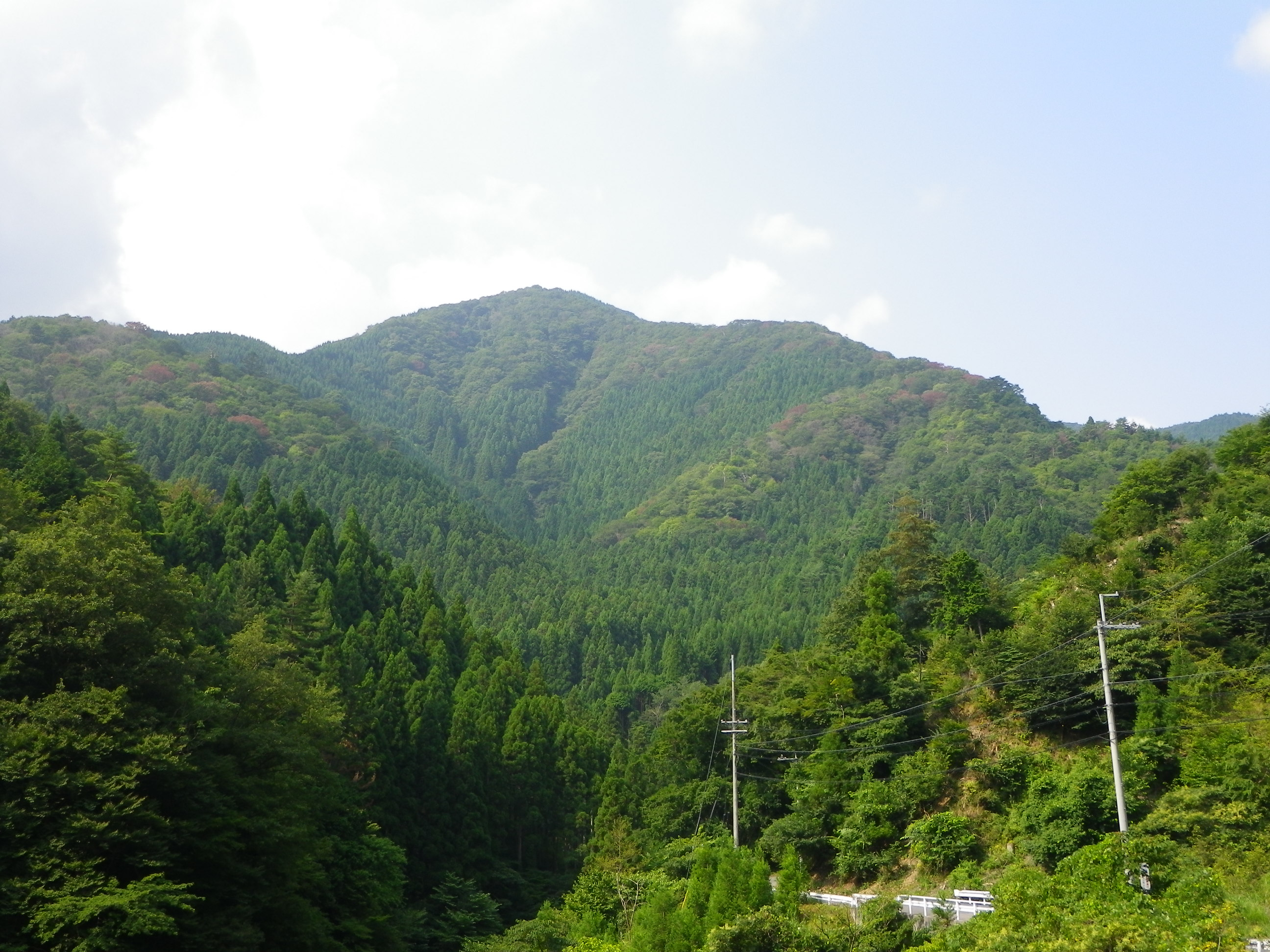
皆子山
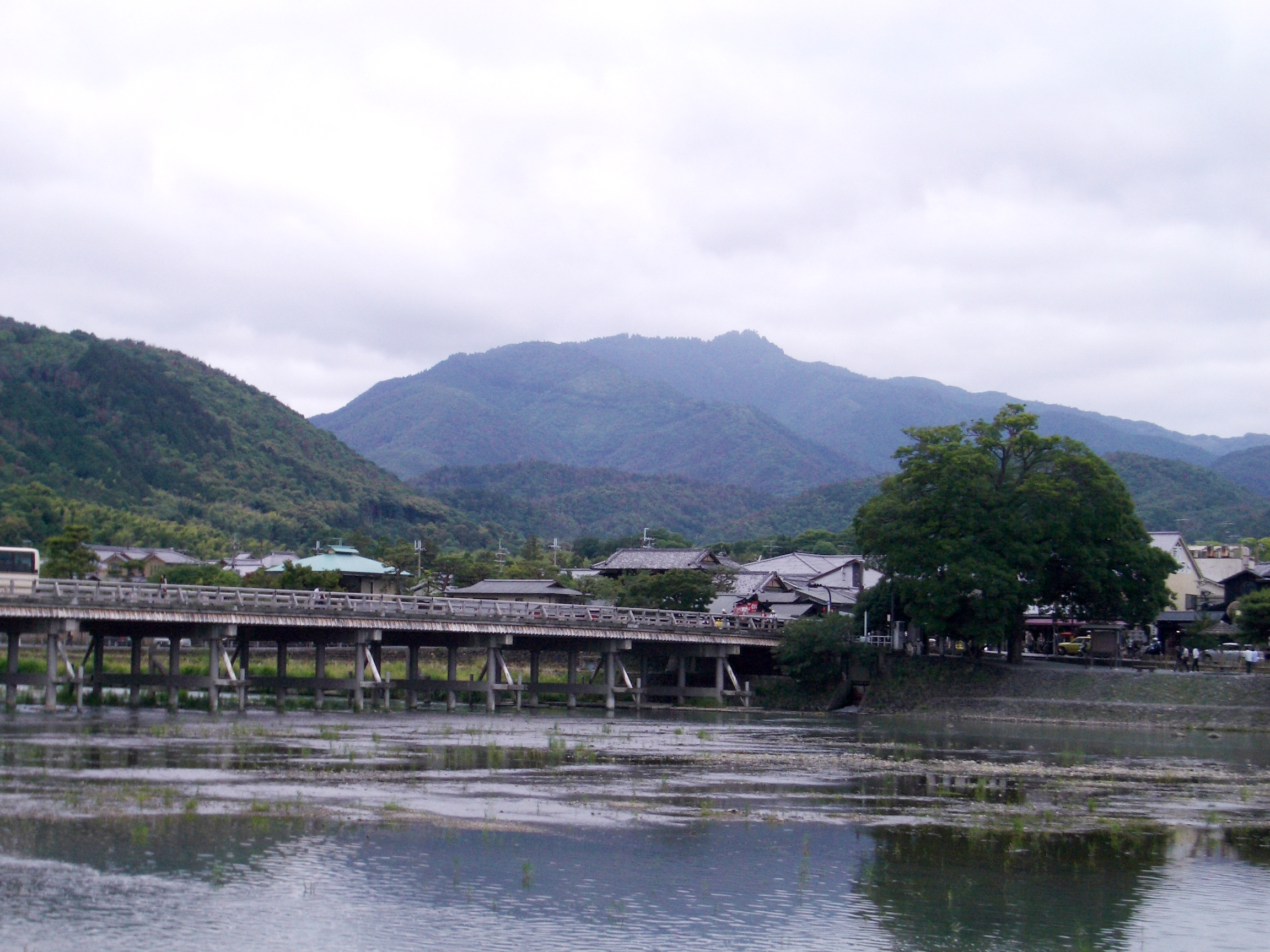
愛宕山
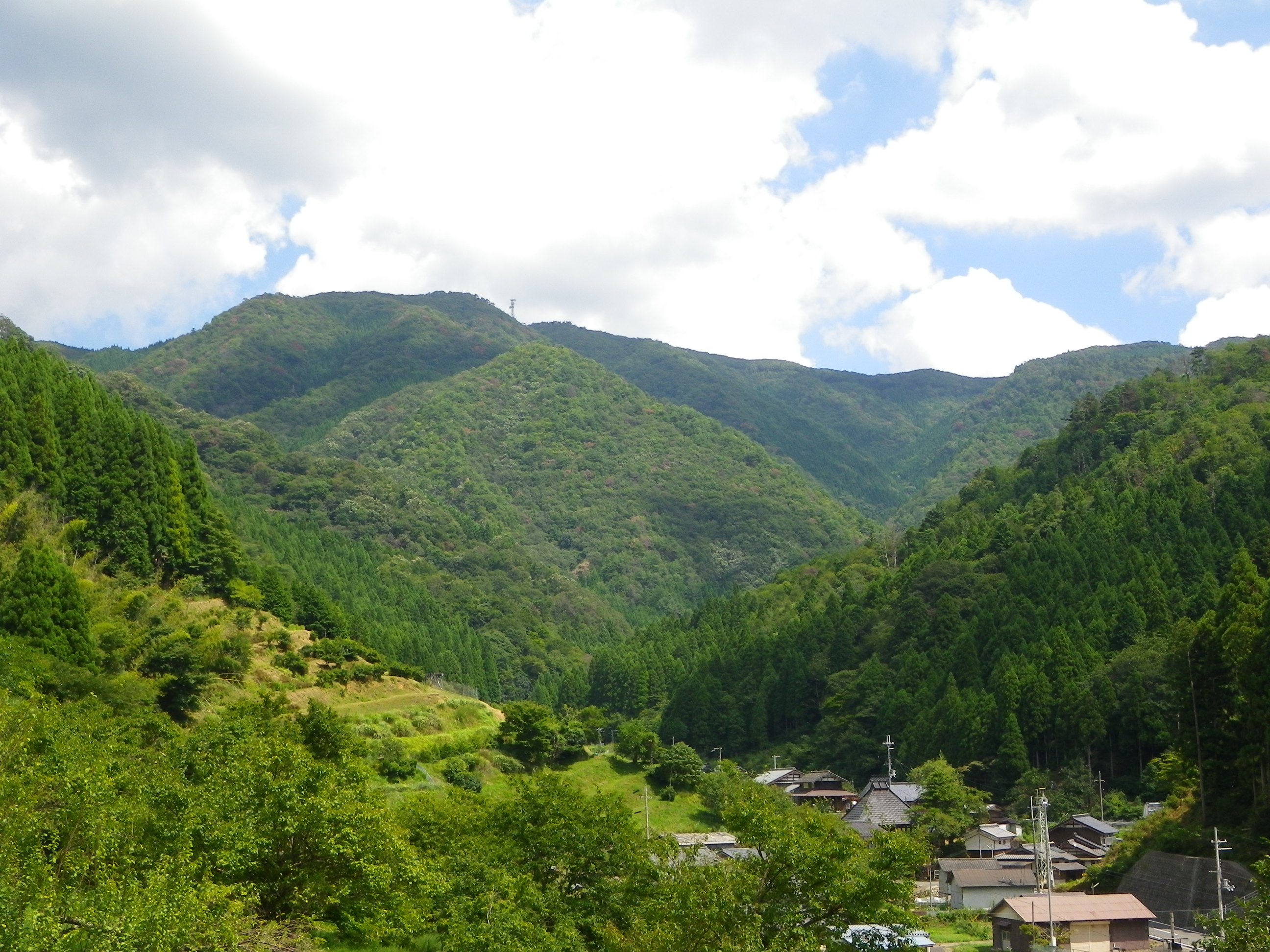
長老ヶ岳
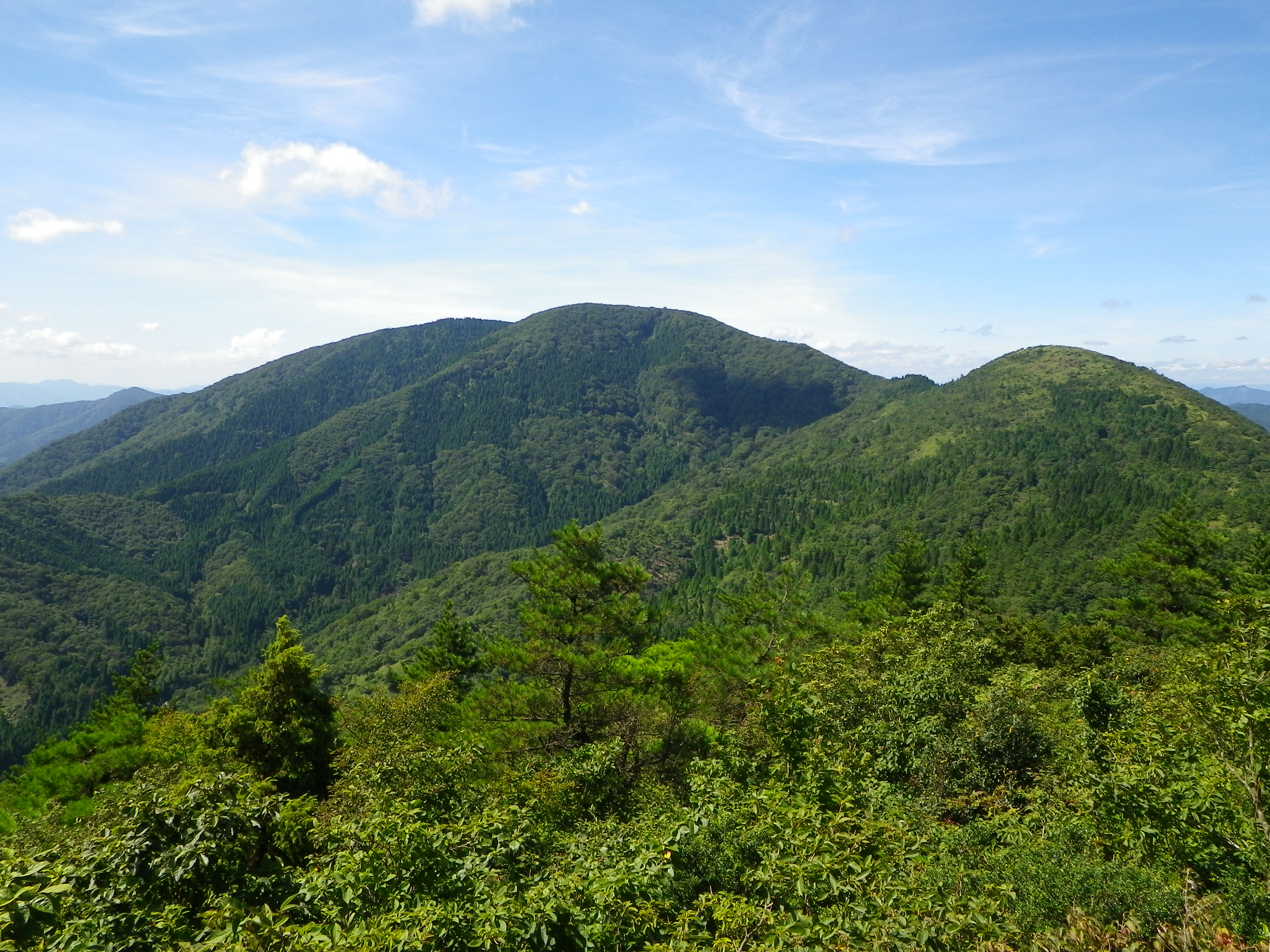
大江山
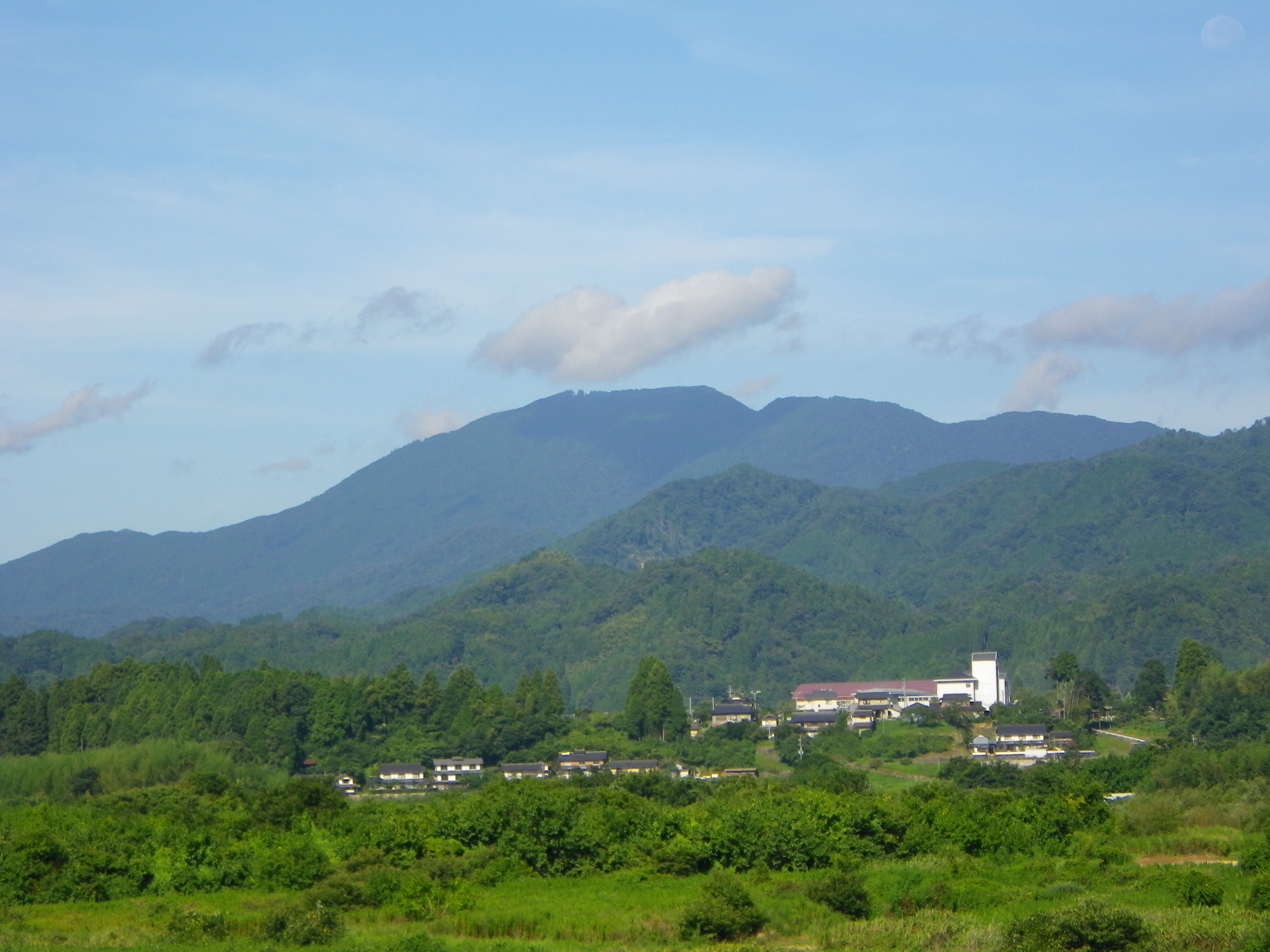
三岳山
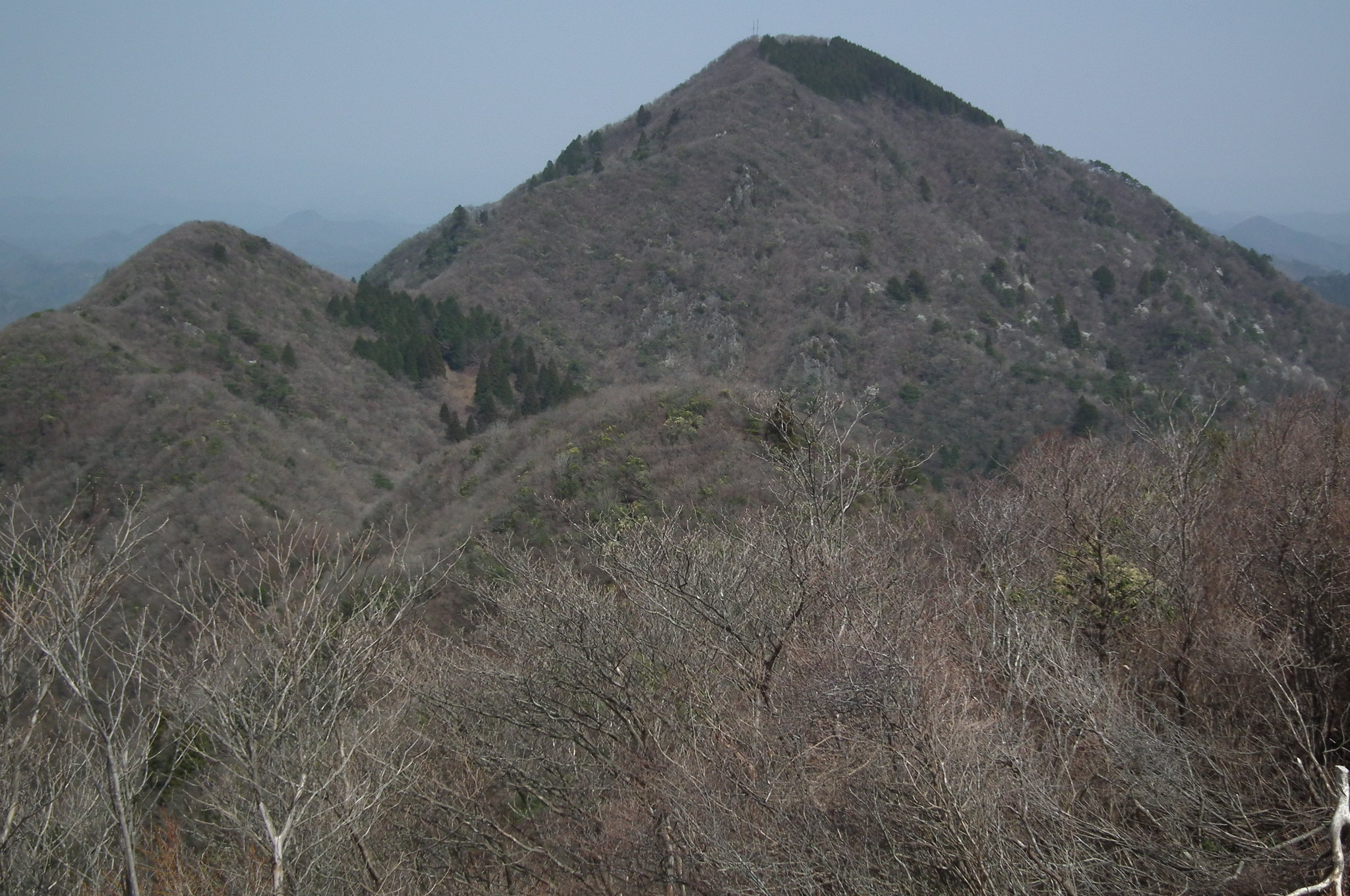
御嶽
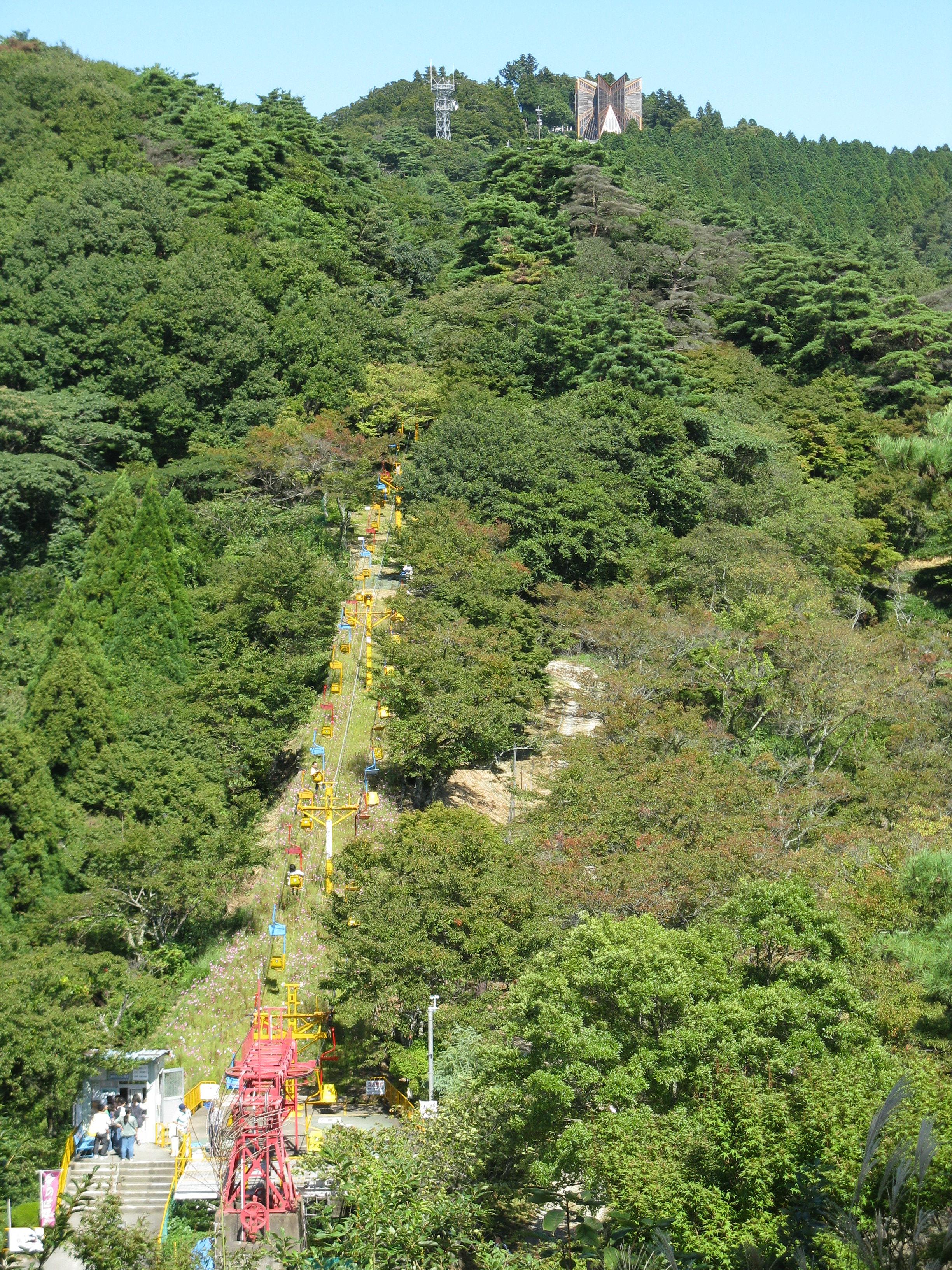
能勢妙見山
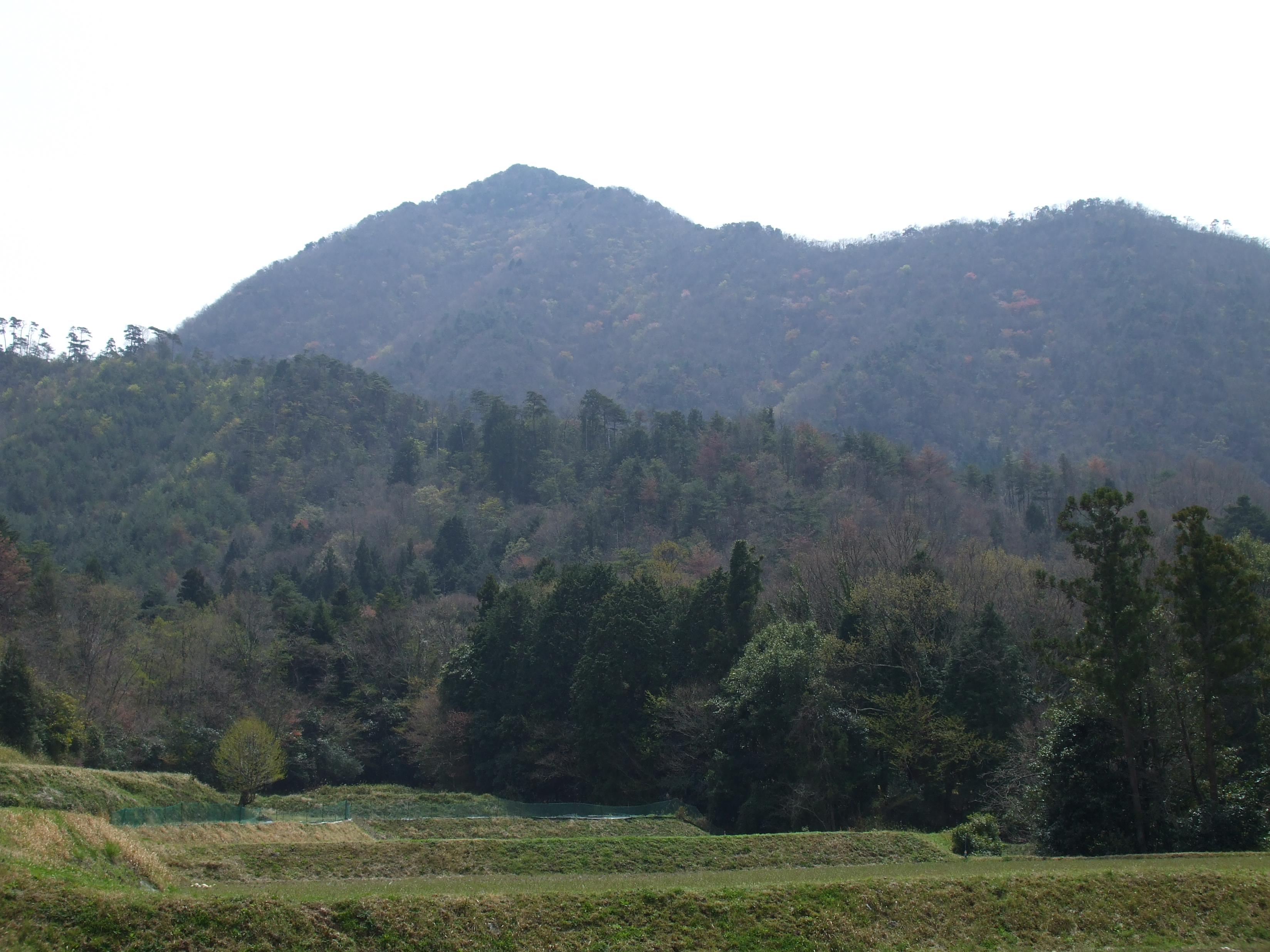
大船山
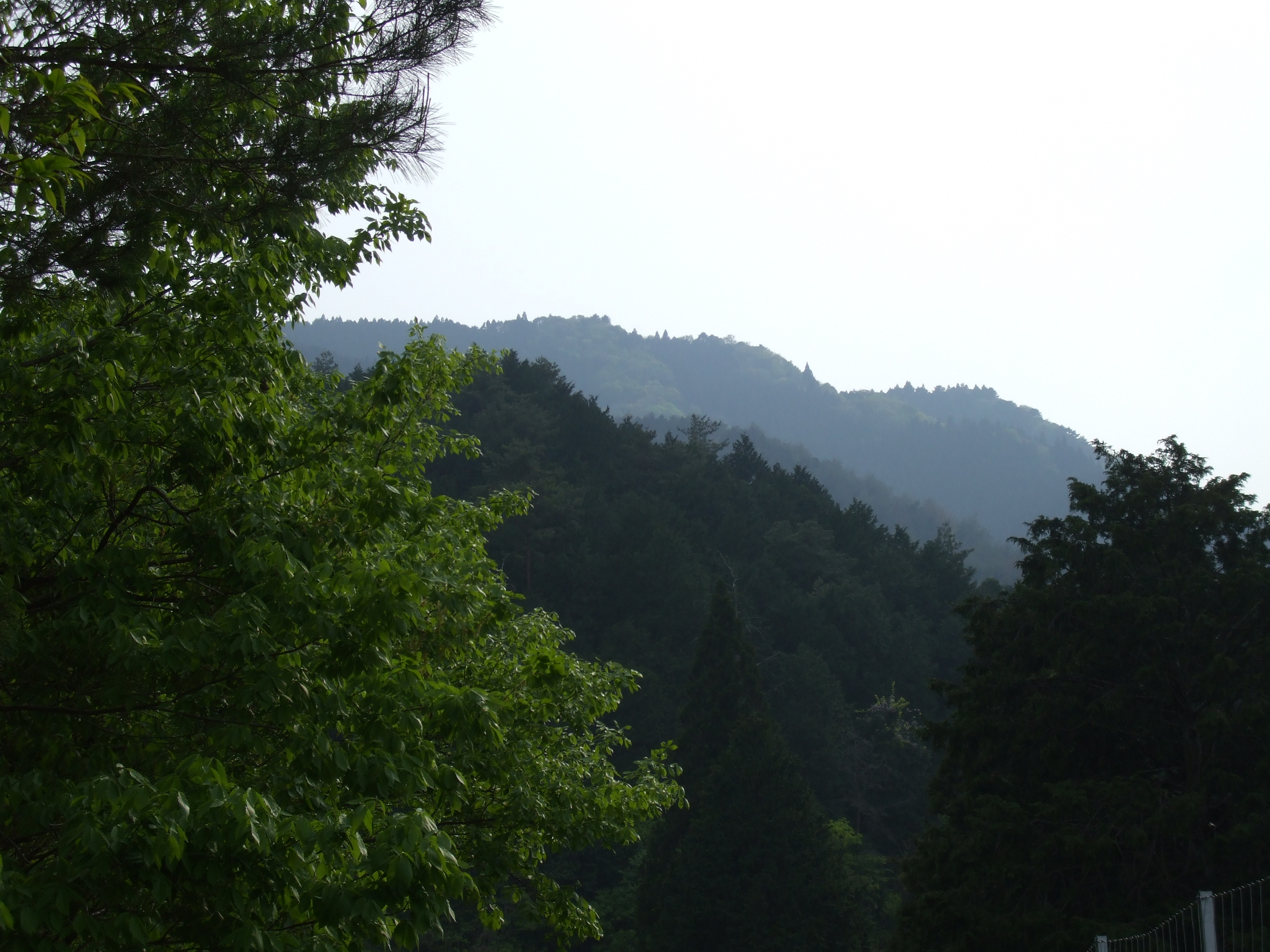
播磨妙見山
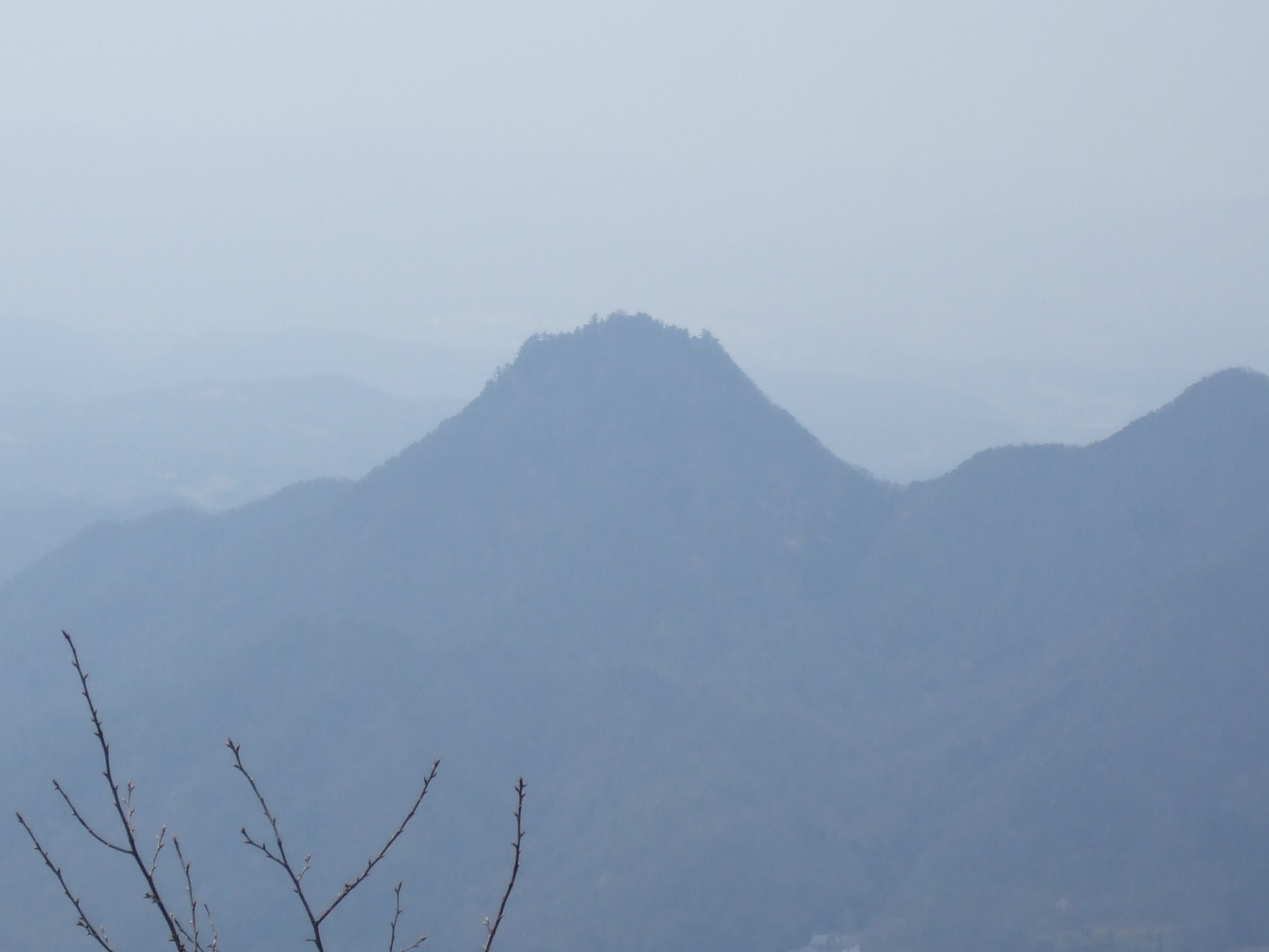
羽束山
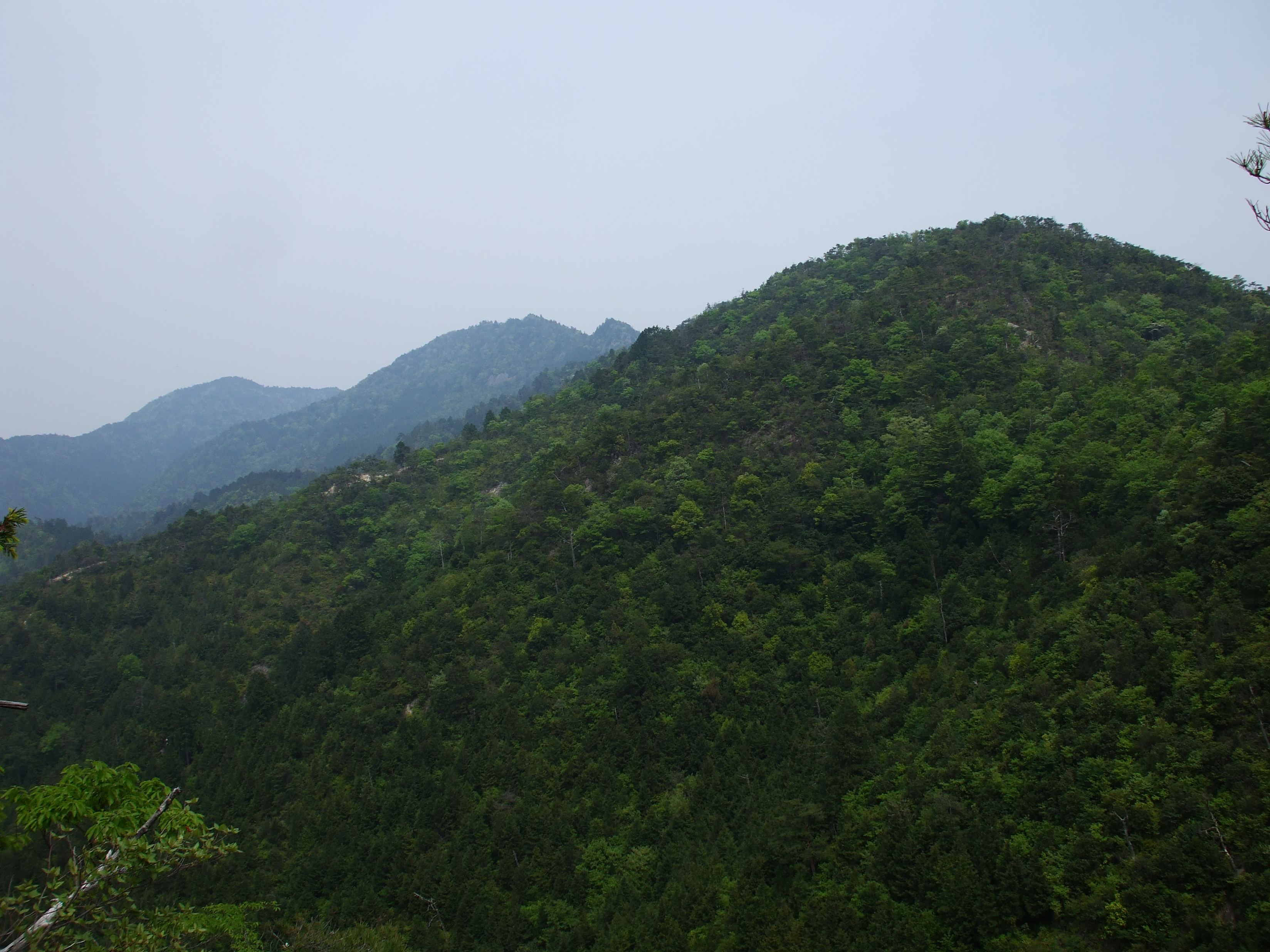
播磨白山